# Hiroshi Tanahashi
Hiroshi Tanahashi (jap. 棚橋弘至 Hiroshi Tanahashi; ur. 13 listopada 1976 w Ōgaki) – japoński wrestler znany z występów w New Japan Pro Wrestling.

## Osiągnięcia
- Consejo Mundial de Lucha Libre
  - CMLL World Tag Team Championship (1 raz) – z Jushin Thunder Liger[4]
  - CMLL World Trios Championship (1 raz) – z Okumura i Taichi[5]
  - CMLL Universal Championship (2013)[6]
- New Japan Pro Wrestling
  - IWGP Heavyweight Championship (8 razy)
  - IWGP Intercontinental Championship (1 raz)[7]
  - IWGP Tag Team Championship (2 razy) – z Yutaka Yoshie (1) i Shinsuke Nakamura (1)
  - IWGP U-30 Openweight Championship (2 razy)
  - NEVER Openweight 6-Man Tag Team Championship (1 raz) – z Michael Elgin i Yoshitatsu[8]
  - G1 Climax (2007, 2015, 2018)[9]
  - G2 U-30 Climax (2003)[10]
  - New Japan Cup (2005, 2008)[11][12]
  - IWGP Heavyweight Title Tournament (2007)[13]
  - IWGP U-30 Openweight Championship League (2005)[14]
  - U-30 One Night Tag Tournament (2004) – z Taiji Ishimori[15]
  - Heavyweight Tag MVP Award (2005) z Shinsuke Nakamura[16]
  - Fighting Spirit Award (2003)[17]
  - New Wave Award (2002)[18]
  - Outstanding Performance Award (2003, 2004)[19]
  - Singles Best Bout (2004) vs. Hiroyoshi Tenzan z 15 sierpnia[19]
  - Young Lion Award (2001)[20]
- Pro Wrestling Illustrated
  - 3. miejsce w PWI 500 z 2013 roku[21]
- Pro Wrestling Noah
  - GHC Tag Team Championship (1 raz) – z Yuji Nagata
- Tokyo Sports
  - Best Bout Award (2012) vs. Kazuchika Okada z 16 czerwca[22][23]
  - Fighting Spirit Award (2003, 2006)[24]
  - MVP Award (2009, 2011, 2014)[25][26][27]
  - Performance Award (2007)[28]
- Wrestling Observer Newsletter
  - 5 Star Match (2012) vs. Minoru Suzuki on October 8
  - 5 Star Match (2013) vs. Kazuchika Okada z 7 kwietnia
  - 5 Star Match (2013) vs. Kazuchika Okada z 14 października
  - 5 Star Match (2014) vs. Katsuyori Shibata z 21 września
  - 5 Star Match (2015) vs. Shinsuke Nakamura z 16 kwietnia
  - 5 Star Match (2016) vs. Kazuchika Okada z 4 stycznia
  - Feud of the Year (2012, 2013) vs. Kazuchika Okada
  - Match of the Year (2012) vs. Minoru Suzuki z 8 października
  - Match of the Year (2013) vs. Kazuchika Okada z 7 kwietnia
  - Most Charismatic (2013)
  - Most Outstanding Wrestler (2012, 2013)
  - Wrestler of the Year (2011–2013)
  - Wrestling Observer Newsletter Hall of Fame (wprowadzony w 2013)